# Schirak Poghosjan
Schirak Poghosjan (armenisch Շիրակ Պողոսյան, englisch Shirak Poghosyan, bei World Athletics Shirak Pogosian; * 24. September 1969 in Jerewan, Armenische SSR, Sowjetunion) ist ein ehemaliger sowjetischer und armenischer Leichtathlet, der auf den Weitsprung spezialisiert war. Bei einer Körpergröße von 1,78 m betrug sein Wettkampfgewicht 71 kg.
Bei den Leichtathletik-Hallenweltmeisterschaften 1995 in Barcelona sprang er in der Qualifikation 7,34 m. Bei der Sommer-Universiade 1995 in Fukuoka verpasste er mit 7,54 m in seinem dritten Versuch die Qualifikation für das Finale nur knapp. Bei den Leichtathletik-Hallenweltmeisterschaften 1997 in Paris kam er in der Qualifikation nur auf 7,21 m.
Er nahm für Armenien an den Olympischen Sommerspielen 2000 in Sydney teil. In der Gruppe B der Qualifikation erreichte er mit 7,24 m nur den vorletzten Platz, für die Teilnahme am Finale wären 8,00 m notwendig gewesen.

## Persönliche Bestleistungen
- Weitsprung: 8,08 m am 26. Mai 2000 in Zaghkadsor
- Hallenweitsprung: 7,92 m am 27. Januar 1990 in Chișinău
- Dreisprung: 16,93 m am 30. April 1994 in Artaschat